# Pyrazol
Pyrazol är en heterocyklisk, aromatisk och organisk förening med formeln C3H4N2. Eftersom den har stark inverkan på människokroppen räknas den som en alkaloid trots att den är ovanlig i naturen.

## Framställning
Pyrazol framställs genom att blanda hydrazin med omättade aldehyder, till exempel akrolein.
  +    {\displaystyle \rightarrow }      +   

## Användning
Pyrazol och dess derivat (pyrazoliner och pyrazolidiner) samt ketoföreningar (pyrazoloner)  används ofta i olika typer av läkemedel, framför allt analgetika och antiemetika. Ämnet kommer också till användning som utgångsmaterial för framställning av azofärgämnen, t. ex. tartrazin. 